# Sant Gaietà (Andreu Sala)
Sant Gaietà és una talla de pedra de Montjuïc amb restes de policromia i daurat d'Andreu Sala datada entre el 1685 i 1690.
Va ser un dipòsit de la Reial Acadèmia de Bones Lletres al Museu Provincial d'Antiguitats de Barcelona el 1879 i actualment forma part de l'exposició permanentment del Museu Nacional d'Art de Catalunya.

## Descripció
Sant Gaietà de Thiene, fundador de l'orde teatí, està dempeus i vestit amb l'hàbit de la congregació de clergues regulars (sotana negra i camisó blanc), mentre amb les mans sosté un lliri i un llibre obert, la regla aprovada pel papa Climent VII el 1521. El sant aixafa un personatge maligne, un vell barbut que descansa la seva cara sobre un llibre obert, el qual representa l'heretgia luterana.

## Història
L'obra presidia la façana del convent dels teatins de Barcelona. El 1800, Ceán Bermúdez parlava ja d'aquesta peça en la biografia de l'escultor Sala, tot i que ell creia que el seu nom de pila era Miquel. L'atribució no presenta cap dubte, per comparació estilística amb el Sant Francesc Xavier, obra signada per l'escultor i que es conserva a la capella de Sant Pacià de la Catedral de Barcelona.
Andreu Sala fou un dels millors escultors de la segona meitat del segle xvii a Catalunya. Sempre s'ha fet esment a la seva formació en el taller del barceloní Francesc Santacruz, però també cal tenir en compte la seva població natal, Cardona, lloc on tenien ubicat el seu taller escultors com Miquel Vidal i Josep Ribera. Amb tot, Sala demostra conèixer l'escultura romana barroca de la primera meitat del segle xvii, ja que es nota el ressò de models de Gian Lorenzo Bernini, Alessandro Algardi o François Duquesnoy.